# Acacia didyma
Acacia didyma — вид квіткових рослин з родини бобових. Ареал: Австралія (Західна Австралія).

## Середовище й екологія
Зустрічається на острові Східний Валлабі в Хаутман-Аброльос, а також у розрізнених місцях поблизу Шарк-Бей, включаючи острів Дірк-Хартог і станції Карраранг і Тамала.

## Біоморфологічна характеристика
Це кущ або невелике дерево, яке походить із Західної Австралії. Виростає від 1,5 до 4 метрів у висоту і цвіте з серпня по жовтень (кінець зими до середини весни) у рідному ареалі.